# Karl Purzer
Karl Purzer (* 21. Oktober 1914; † 27. Mai 2010) war ein deutscher Wirtschaftsprüfer.
Purzer war Revisionsdirektor beim Bayerischen Kommunalen Prüfungsverband. Er ist Begründer des Standardwerks Das Rechnungswesen der Krankenhäuser.

## Ehrungen
- Verdienstkreuz am Bande der Bundesrepublik Deutschland
- 1987: Bayerische Staatsmedaille für soziale Verdienste

## Werke
- Das Rechnungswesen der Krankenhäuser: Kommentar. begründet von Karl Purzer, fortgeführt von Renate Haertle. – Stuttgart, München, Hannover: Boorberg, 1978 ff.

| Personendaten    | Personendaten               |
| ---------------- | --------------------------- |
| NAME             | Purzer, Karl                |
| KURZBESCHREIBUNG | deutscher Wirtschaftsprüfer |
| GEBURTSDATUM     | 21. Oktober 1914            |
| STERBEDATUM      | 27. Mai 2010                |